# Jonathan Drillet
Jonathan Drillet, né en 1981 en Bretagne, est un comédien, auteur et metteur en scène français.

## Biographie
Il suit l’enseignement d’art dramatique du Conservatoire du 20e arrondissement de Paris, puis travaille en tant qu’interprète avec Christophe Honoré  dans Les Débutantes puis Beautiful Guys, au Théâtre Dijon-Bourgogne en 2004 et avec la compagnie Lumière d’août. Il a aussi l’occasion de travailler avec le chorégraphe allemand Raimund Hoghe, dans Young People Old Voices, avec Hubert Colas dans Une mouette et autres cas d’espèces, avec Sanja Mitrovic dans My revolution is better than yours, avec Gerard & Kelly (en) dans plusieurs performances, avec Julien Prévieux dans Of balls, books and hats.
Il crée avec Marlène Saldana en 2008 la compagnie « The United Patriotic Squadrons of Blessed Diana ». Ils écrivent ensuite plusieurs spectacles dont Fuyons sous la spirale de l’escalier profond (Ménagerie de Verre, Paris, 2013)  ou Le Sacre du Printemps Arabe (Centre National de la Danse, Pantin, 2017). En 2020 ils proposent un triptyque avec les chorégraphes Gaëlle Bourges et Mickaël Phelippeau, 22 castors front contre front,.
La pièce Showgirl, variation personnelle inspirée du film Showgirls de Verhoeven, a été écrite en collaboration avec la chanteuse et compositrice Rebeka Warrior,,.
En tant que dramaturge, collaborateur artistique ou auteur, Jonathan Drillet travaille avec Jonathan Capdevielle, notamment sur les pièces Saga, A nous deux maintenant, Rémi,,, avec l'artiste Théo Mercier notamment sur les pièces Outremonde ou Affordable solution for better living, ainsi qu’avec Phia Ménard.

## Théâtre
- 2004 : Les Débutantes-Beautiful guys, de Christophe Honoré, Théâtre National de Dijon.
- 2005 : Young people old voices, de Raimund Hoghe, Centre Pompidou.
- 2006 : Façades, de Nicolas Richard, mis en scène par Alexis Fichet, compagnie Lumière d’août, Studio Théâtre de Vitry.
- 2007 : Plomb laurier crabe, de Alexis Fichet, compagnie Lumière d’août, Scène Nationale de la Roche sur Yon.
- 2008 : Pourquoi être artiste quand on peut appeler son chat angora Orson et son caniche Muddy Waters ? de Jonathan Drillet et  Marlène Saldana
- 2008 : Unlimited Walks, performance de Daniel Larrieu, Grand Palais, Paris.
- 2009 : Le Prix Kadhafi - Trilogie de Jonathan Drillet & Marlène Saldana
- 2009 : Perthus, de Jean-Marie Besset, mise en scène de Gilbert Desveaux, Théâtre Marigny et Théâtre du Rond Point[22].
- 2009 : Armory Show de Gerard&Kelly, Park Avenue Armory, New York[23].
- 2009 : Yves Mourousi de Jonathan Drillet et Marlène Saldana
- 2009 : Exhausted Rauschenberg de Jonathan Drillet et Marlène Saldana
- 2009 : Je vais à la messe avec l'O.A.S. de Jonathan Drillet et Marlène Saldana
- 2009 : La Bataille d'Azincourt de Jonathan Drillet et Marlène Saldana
- 2010 : Un alligator Deux alligators Ohé Ohé de Jonathan Drillet et Marlène Saldana - UPSBD, Danse Elargie Théâtre de la Ville
- 2010 : Déjà, Mourir, c'est pas facile de Jonathan Drillet & Marlène Saldana, Festival Belluard de Fribourg (Suisse).
- 2010 : The Delco Head de Jonathan Drillet et Marlène Saldana
- 2010 : Les Entretiens de Valois de Jonathan Drillet et Marlène Saldana
- 2011 : Dormir sommeil profond de Jonathan Drillet & Marlène Saldana, Théâtre de Gennevilliers.
- 2012 : La Coupe Bruce de Jonathan Capdevielle et Marlène Saldana, Centre Georges Pompidou[24].
- 2013 : Fuyons sous la spirale de l'escalier profond de Jonathan Drillet et Marlène Saldana, Ménagerie de verre[25],[8].
- 2014 : Du futur faisons table rase de Théo Mercier, MAC de Créteil, Théâtre Nanterre-Amandiers.
- 2015 : Saga, de Jonathan Capdevielle, Centre Pompidou.
- 2015 : Grinshorn et Wespenmaler de Margret Kreidl, mise en scène Jonathan Drillet et Marlène Saldana.
- 2016 : Une mouette et autres cas d’espèce, de Hubert Colas, Théâtre du Gymnase, théâtre Nanterre Amandiers.
- 2017 : La Fille du collectionneur de Théo Mercier, Théâtre Nanterre-Amandiers[26].
- 2017 : A nous deux maintenant, de Jonathan Capdevielle, Théâtre Nanterre Amandiers.
- 2017 : Reflets de France de Jonathan Drillet et Marlène Saldana, TAP Poitiers, Scène nationale d'Orléans.
- 2017 : Le Sacre du Printemps Arabe de Jonathan Drillet et Marlène Saldana, Centre National de la Danse.
- 2018 : Of balls, books and hats, de Julien Prévieux.
- 2018 : 22 castors front contre front, de Marlène Saldana, Jonathan Drillet, Gaëlle Bourges, Mickaël Phelippeau, Tap de Poitiers, Scène nationale d’Orléans.
- 2018 : My revolution is better than yours, de Sanja Mitrovic, Théâtre Nanterre Amandiers.
- 2019 : Affordable solution for better living, de Théo Mercier et Steven Michel, Lion d’Argent de la Biennale de Danse de Venise.
- 2019 : Rémi, de Jonathan Capdevielle, Théâtre Nanterre Amandiers, Théâtre de Gennevilliers.
- 2021 : Outremonde, de Théo Mercier, Festival d’Avignon, Collection Lambert.
- 2021 : La trilogie des contes immoraux, de Phia Ménard.
- 2021 : Showgirl de Marlène Saldana et Jonathan Drillet[27].
- 2022 : Les enfants terribles, de Philipp Glass, d’après Jean Cocteau, mise en scène de Phia Ménard, direction musicale Emmanuel Olivier, création à l'Opéra de Rennes.
- 2023 : Caligula, d'Albert Camus, mis en scène par Jonathan Capdevielle[28]
- 2024 : Les Chats, Ou Ceux qui frappent et ceux qui sont frappés, de Marlène Saldana et Jonathan Drillet[29],[30].

## Filmographie
- 2012 : Par amour de Laurent Firode : Nicolas.